# Sonakshi Sinha
Sonakshi Sinha (Patna, 2 de juny de 1987) és una actriu i cantant índia. És filla dels actors Shatrughan Sihna i Poonam Sihna. Després de treballar com a dissenyadora de vestuari, va fer el seu debut en el drama d'acció Dabangg (2010), que la va portar a guanyar el Premi Filmfare al Millor debut femení.

## Trajectòria
Sinha ha captat l'interès romàntic dels protagonistes masculins en diversos drames d'acció de gran recaptació de taquilla, incloent Rowdy Rathore (2012), Son of Sardaar (2012), Dabangg 2 (2012) i Holiday: A Soldier Is Never Off Duty (2014). Va rebre elogis de la crítica per la interpretació d'una dona que pateix de tuberculosi en el drama romàntic Lootera (2013), pel qual va ser nominada per al Premi Filmfare a la Millor actriu.
Va cantar una petita part en la cançó d'Imran Khan «Let 's Celebrate» de la pel·lícula Tevar. Després va fer el seu debut com a cantant principal amb el senzill «Aaj Mood Ishqholic hai», que va ser publicat el 23 de desembre del 2015.
Sonakshi Sinha és una declarada defensora dels drets dels animals, i ha participat en una campanya de People for the Ethical Treatment of Animals que advocava per l'adopció i esterilització de gossos i gats. Ha afirmat que «els criadors, les botigues de mascotes i les persones que no esterilitzen els seus animals són responsables de tots els animals que acaben sense llar. Cada vegada que hom compra un gos o un gat, un animal vagant pels carrers o esperant en un refugi d'animals perd l'oportunitat d'una casa i una bona vida».

## Filmografia
| Any  | Pel·lícula                           | Personatge           | Notes                                                              |
| ---- | ------------------------------------ | -------------------- | ------------------------------------------------------------------ |
| 2010 | Dabangg                              | Rajjo Pandey         |                                                                    |
| 2012 | Rowdy Rathore                        | Paro                 |                                                                    |
| 2012 | Joker                                | Diva                 |                                                                    |
| 2012 | OMG – Oh My God                      | Ella mateixa         | Aparició especial en la cançó «Go Go Govinda»                      |
| 2012 | Son of Sardar                        | Sukhmeet Kaur Sandhu |                                                                    |
| 2012 | Dabangg 2                            | Rajjo Pandey         |                                                                    |
| 2013 | Himmatwala                           | Ella mateixa         | Aparició especial en la cançó «Thank God It's Friday»              |
| 2013 | Lootera                              | Pakhi Roy Chaudhary  | Premi Filmfare a la Millor Actriu                                  |
| 2013 | Once Upon ay Time in Mumbai Dobaara! | Jasmine Sheikh       |                                                                    |
| 2013 | Boss                                 | Ella mateixa         | Aparició especial en las cançons «Party All Night» i «Har Kisi Ko» |
| 2013 | Bullett Raja                         | Mitali               |                                                                    |
| 2013 | R... Rajkumar                        | Chanda               |                                                                    |
| 2014 | Holiday: A Soldier Is Never Off Duty | Saiba Thapar         |                                                                    |
| 2014 | Action Jackson                       | Kushi                |                                                                    |
| 2014 | Lingaa                               | Mani Bharathi        | Pel·lícula en tàmil                                                |
| 2015 | Tevar                                | Radhika Mishra       |                                                                    |
| 2015 | All Is Well                          | Ella mateixa         | Aparició especial en la cançó «Nachan Farrate»                     |
| 2016 | Akira                                | Akira                |                                                                    |
| 2016 | Force 2                              | Kamaljit Kaur        |                                                                    |
| 2017 | Noor                                 | Noor                 |                                                                    |
| 2017 | Ittefaq                              | Madhavi              | [ 7 ]                                                              |
| 2017 | Circus                               |                      | [ 8 ]                                                              |

## Discografia

### Senzills
| Senzill                  | Discografia | Publicat                |
| ------------------------ | ----------- | ----------------------- |
| «Aaj Mood Ishqholic Hai» | T-Series    | 23 de diciembre de 2015 |

## Premis i nominacions
| Any  | Premi                                                 | Categoria                                    | Pel·lícula               | Resultat   |
| ---- | ----------------------------------------------------- | -------------------------------------------- | ------------------------ | ---------- |
| 2011 | Premis Anuals de Bollywood Centreeuropeus             | Millor revelació femenina                    | Dabangg                  | Guanyadora |
| 2011 | Premis Apsara de productors de cine i televisió       | Millor debut femení                          | Dabangg                  | Guanyadora |
| 2011 | Premis Filmfare                                       | Millor debut femení                          | Dabangg                  | Guanyadora |
| 2011 | Premis de l'Acadèmia Internacional de Cine de l'Índia | Estrella debut de l'any                      | Dabangg                  | Guanyadora |
| 2011 | Premis Lions Gold                                     | Actriu preferida debutant                    | Dabangg                  | Guanyadora |
| 2011 | Premis Star Screen                                    | Revelació més prometedora                    | Dabangg                  | Guanyadora |
| 2011 | Premis Stardust                                       | Superestrella del demà                       | Dabangg                  | Guanyadora |
| 2011 | Premis Stardust                                       | Millor actriu de suspens/acció               | Dabangg                  | [ 15 ]     |
| 2011 | Premis Zee Cine                                       | Millor debut femení                          | Dabangg                  | Guanyadora |
| 2011 | Premis Zee Cine                                       | Millor Icona Femenina Internacional          | Dabangg                  | [ 16 ]     |
| 2011 | Premis FICCI Frames Excellence                        | Millor actriu debutant                       | Dabangg                  | Guanyadora |
| 2011 | Premis Aaj Tak                                        | Millor actriu debutant                       | Dabangg                  | Guanyadora |
| 2011 | Premis Dadasaheb Phalke                               | Millor actriu debutant                       | Dabangg                  | Guanyadora |
| 2012 | Premis ETC Business                                   | Actriu amb major recaptació                  | —                        | Guanyadora |
| 2012 | People's Choice Awards India                          | Actriu de cine preferida                     | Rowdy Rathore            |            |
| 2012 | People's Choice Awards India                          | Icona preferida de pel·lícula juvenil        | —                        |            |
| 2013 | Premis Stardust                                       | Millor actriu de suspens/acció               | Rowdy Rathore, Dabangg 2 | [ 20 ]     |
| 2013 | Premis Stardust                                       | Millor actriu de comèdia                     | Son of Sardar            | [ 20 ]     |
| 2013 | Nickelodeon Kids' Choice Awards India                 | Millor actriu de cine                        | —                        | [ 21 ]     |
| 2013 | Premis BIG Star Entertainment                         | Actriu més entretinguda en un paper romàntic | Lootera                  | Guanyadora |
| 2013 | Premis BIG Star Entertainment                         | Actriu de cine més entretinguda              | Lootera                  | [ 23 ]     |
| 2014 | Premis Filmfare                                       | Millr actriu                                 | Lootera                  | [ 24 ]     |
| 2014 | Premis Apsara de productors de cine televisió         | Millor actriu en un paper principal          | Lootera                  | [ 25 ]     |
| 2014 | Premis Screen Awards                                  | Millor actriu                                | Lootera                  | [ 26 ]     |
| 2014 | Premis Screen Awards                                  | Elecció popular                              | Lootera                  | [ 27 ]     |
| 2014 | Premis Zee Cine                                       | Millor actriu (Crítica)                      | Lootera                  | Guanyadora |
| 2014 | Premis de l'Acadèmia Internacional de Cine de l'Índia | Millor actriu                                | Lootera                  | [ 29 ]     |